# リアルエステートジャパン
リアルエステートジャパンは、株式会社学研ホールディングス傘下の株式会社ジープラスメディアが運営する外国人向け不動産情報サイト。
運営会社である株式会社ジープラスメディアについても記述する。

## 概要
2006年7月7日に設立された、日本の不動産物件を英語で紹介するポータルサイトである。
海外の不動産投資家・及び留学や就職に伴い日本国内でお部屋探しをする在住外国人などあらゆる層に向けて、賃貸・売買・家具付きのマンスリー物件など、日本国内の最新不動産情報を提供している。

## 運営会社
株式会社ジープラスメディアは、東京都千代田区に本社を置く日本の企業。

### 概要
「Real Estate Japan」の運営を中心に、賃貸・売買の不動産広告の販売・掲載の他、ウェビナー（オンラインセミナー）や外国人向け賃貸保証サービスなどの事業を展開している。

### 沿革
- 2006年7月7日 会社設立。
- 2015年3月23日 株式会社いい生活の提供する物件情報フォーマット「スマート One コンバート」との連携を開始。[2]
- 2016年2月18日 東急住宅リースと業務提携。[3]
- 2016年4月7日 フジテレビラボLLCの子会社となる。[4]
- 2016年9月27日 日本管理センター株式会社と業務提携。外国人入居者へ効率的な空室情報を提供。[5]
- 2017年1月13日 サムティ株式会社と業務提携。外国人の不動産ニーズを取り込み賃貸マンションのリーシングを促進。[6]
- 2017年3月9日 ミサワホーム不動産株式会社と業務提携。VR内見及び外国人向けハウジングサービスで連携。[7]
- 2017年3月23日 株式会社エクソン及び株式会社ネクストアドバイザーズと業務提携。外国人向け民泊総合支援サービスの提供を開始。[8]
- 2017年3月30日 株式会社アップルと業務提携。在留外国人向け引越しサービス「GPM Moving」の提供を開始。[9]
- 2017年6月22日 伊藤忠アーバンコミュニティ株式会社と業務提携。物件情報の配信及び外国人向けハウジングサービスで連携。[10]
- 2017年8月1日 株式会社ニッショーと業務提携。物件情報の配信及び外国人向けハウジングサービスで連携。[11]
- 2017年8月29日 大東建託株式会社と業務提携。物件情報の配信及び在日外国人投資家の集客支援を行う。[12]
- 2018年8月20日 Airbnb Japanと業務提携。宿泊・民泊事業を適法な形で普及させることを目的として協業。[13]
- 2022年3月31日 株式会社学研ホールディングスの傘下に移行[14]。